# Dovber Schneuri
Dovber Schneuri (in ebraico דוב בר שניאורי‎?; Lëzna, 13 novembre 1773 – Nižyn, 16 novembre 1827) è stato un rabbino, mistico, scrittore e talmudista russo, secondo Rebbe del movimento Chabad-Lubavitch.
Fu il primo Rebbe di Chabad a risiedere nella cittadina di Ljubaviči (attuale Oblast' di Smolensk, ex regione della Bielorussia), da cui deriva il termine lubavitch, divenuto un secondo nome con il quale viene indicato il movimento degli chassidim di Chabad.
Conosciuto anche con l'appellativo di Mitteler Rebbe (Rebbe Mediano in yiddish, poiché fu il secondo nell'ambito delle prime tre generazioni dei capi religiosi di Chabad), Dovber Schneuri è stato un rabbino ortodosso, assiduo studioso del Talmud fin dall'infanzia, e figlio di Shneur Zalman di Liadi, il fondatore e primo Rebbe di Chabad. Fu autore di molte opere famose, che tendevano a categorizzare e rendere accessibili agli altri ebrei le pratiche mistiche, specialmente i vari stati meditativi della preghiera. Il suo magnum opus fu Sha'ar Ha-Yichud, con il quale volle spiegare sistematicamente il concetto dell'unità di Dio con l'universo.
Schneuri, dopo la morte del padre, si spostò a Ljubaviči nel 1813 con i seguaci che lo scelsero come leader. Lì stabilì una yeshivah, tra le prime del movimento chassidico. Come suo padre anch'egli fu arrestato nel 1828 dalla polizia russa. Dovber iniziò una campagna (nel 1822, o nel 1823) per spronare gli ebrei ad imparare professioni utili. Continuò sulla strada filosofica paterna, incoraggiando lo studio della Kabbalah insieme ai testi tradizionali halakhici. Servì come Rebbe per 15 anni, morendo nel 1827.

## Vita
Rabbi Dovber nacque a Liozna, nella Russia Bianca, il 9 Kislev 5534 (che cadeva il 13 novembre di quell'anno, il 1773). Suo padre, Rabbi Shneur Zalman di Liadi, era rebbe della comunità chassidica di quella città e di altre comunità sparse per la Russia Bianca, la Lituania e altrove in Russia. Suo padre lo chiamò col nome del suo maestro, Rabbi Dovber di Mezeritch, che era discepolo e successore del Baal Shem Tov, fondatore del movimento chassidico. Dovber fu uno studente prodigio infatti aveva cominciato a studiare il Talmud a sette anni. Suo padre gli insegnò la Zohar trasmettendogli inoltre gli insegnamenti del Baal Shem Tov. Rabbi Dovber adottò il nome patronimico "Schneuri" ma le generazioni successive lo cambiarono in "Schneersohn," o "Schneerson."
Nel 1788 sposò Sheine, figlia di un rabbino locale. Nel 1790 Dovber fu nominato Mashpia (guida spirituale) dei chassidim che abitualmente andavano a visitare suo padre. All'età di 39 anni, mentre studiava nella città di Kremenchug, suo padre morì. Allora Dovber si trasferì nella cittadina di confine Lyubavichi, dalla quale il movimento avrebbe preso il nome.. La sua successione alla guida religiosa del gruppo fu contestata da uno dei migliori studenti paterni, Rabbi Aharon HaLevi di Strashelye, però la maggioranza dei seguaci di Shneur Zalman rimasero con Dovber e si spostarono a Lyubavichi. Il movimento Chabad si era quindi diviso in due ramificazioni, ognuna col nome della rispettiva località per differenziarsi tra di loro.
Dovber fondò una Yeshiva a Lyubavitch attraendo numerosi giovani studiosi. Suo genero, che poi divenne suo successore, il rabbino Menachem Mendel of Lubavitch, fu posto come preside della Yeshiva stessa.

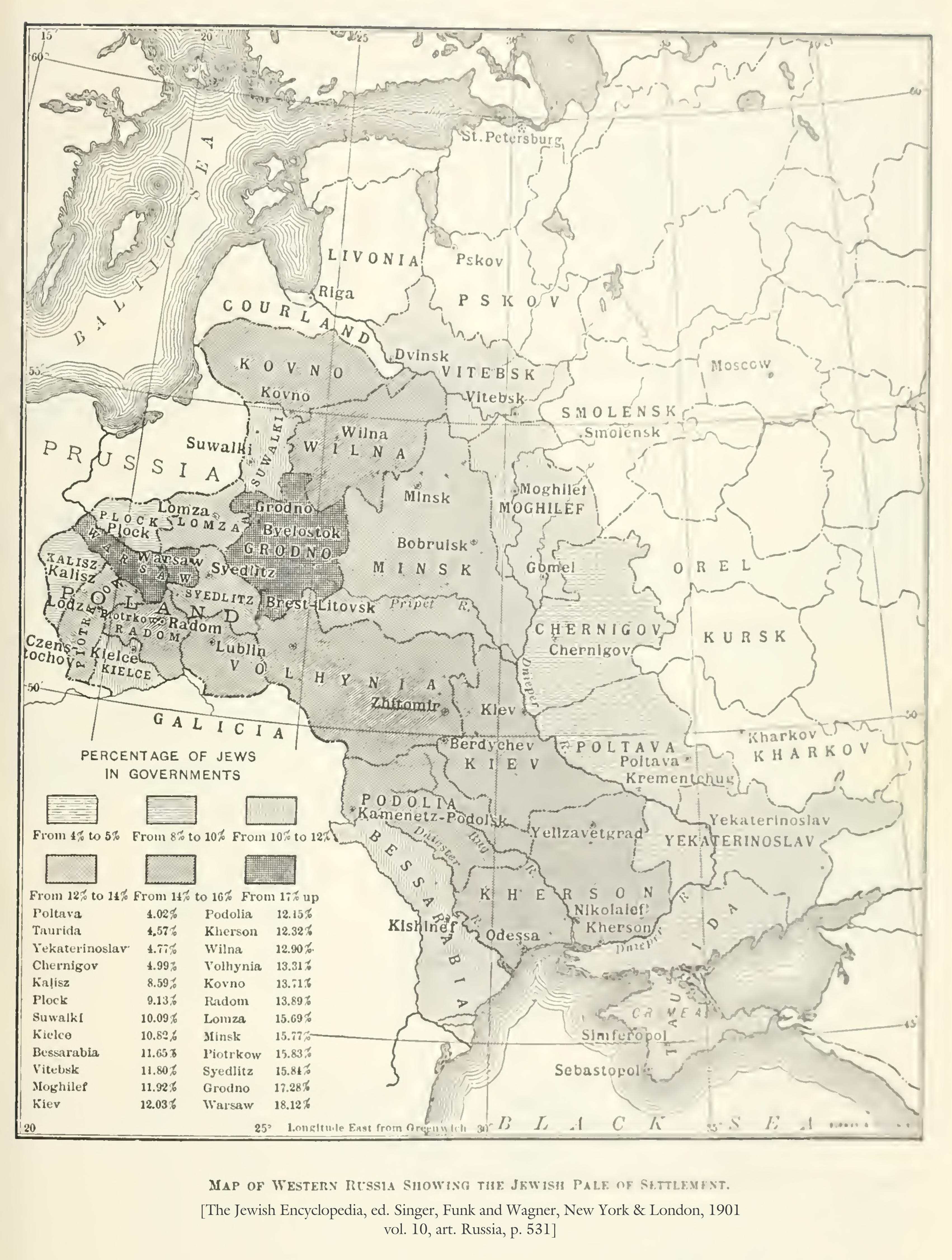
Mappa della Zona di Residenza degli ebrei russi.

Come suo padre anche Rabbi Dovber considerò suo compito principale e sacro aiutare gli ebrei russi, chassidim e non, non solo spiritualmente ma anche finanziariamente. La posizione degli ebrei sotto gli Zar non era mai stata facile ma diventò peggiore quando lo Zar Nicola I succedette allo Zar Alessandro I nel 1825. Le restrizioni contro gli ebrei aumentarono sia di numero che di severità infatti vennero infine raggruppati in una zona limitata chiamata Zona di Residenza. Non avevano diritto di vivere, lavorare o commerciare altrove e la Zona divenne affollatissima e molto travagliata a seguito della guerra franco-russa.
Dovber allora lanciò una campagna (nel 1822, o 1823) per incitare tutti gli ebrei ad imparare una professione e abilità tecniche. Esortò le comunità ad organizzare scuole di apprendistato. Spronò inoltre allo studio dell'agricoltura, alla produzione e lavorazione del latte ed oltre ricordando loro che una volta, quando vivevano nella propria terra, gli ebrei erano un popolo di agricoltori, frutticoltori e pastori. Raccomandò che quei ragazzi che non avevano intenzione o tendenza a diventare studiosi di Torah dedicassero parte del loro tempo ad imparare un mestiere o a lavorare i campi dopo i tredici anni, questo per sostenere la famiglia.
Nel 1815, col permesso e l'assistenza del governo, formò colonie agricole ebraiche nella regione di Kherson. Si mise in viaggio per raccogliere fondi a questo scopo e visitò personalmente molti fattori ebrei incoraggiandoli a svolgere questo lavoro pionieristico, pensando anche alla loro salute spirituale e all'istruzione dei loro figli.
Dovber fu inoltre attivo nella raccolta e distribuzione di aiuti finanziari dalla Russia alla popolazione ebraica della Terra santa. . Intendeva stabilirsi lui stesso a Hebron, sicuro che quella fosse la "porta del paradiso" e che le preghiere avessero più efficacia lì. Incitò i membri Chabad che vivevano in Terra santa a spostarsi in quella città per tale ragione.
Come successe al padre, nemici delatori lo accusarono presso il governo russo di essere un pericolo per lo Stato, e venne arrestato con l'accusa di aver mandato 200-300 rubli al Sultano. Gli fu ordinato di presentarsi in tribunale a Vicebsk, ma grazie agli sforzi di parecchi amici non ebrei, fu successivamente liberato, prima dell'udienza. Da allora il giorno della sua liberazione (10 Kislev 5587) è festeggiato dai chassidim Chabad. Morì a Nižyn un anno dopo, il 9 Kislev - suo compleanno - 5588, lo stesso giorno in cui era nato 54 anni prima (e che nel calendario latino cadeva il 16 novembre 1827).
Ebbe due figli, Menachem Nahum and Baruch, e sette figlie. La maggiore di queste, Chaya Mushka, sposò suo cugino Menachem Mendel Schneersohn, nipote di Shneur Zalman di Liadi. Menachem Mendel succedette come Rebbe a suo suocero (e zio).
In aggiunta ai suoi numerosi talenti, Rabbi Dovber ereditò da suo padre un grande amore per la musica sacra e la melodia chassidica. Suo padre aveva composto dieci melodie appassionate (niggunim), e Dovber aveva constatato il loro effetto tra cantori e ascoltatori, che raggiungevano forti momenti d'estasi e di attaccamento a Dio. Incoraggiò quindi a cantare queste e altre musiche di sua composizione in certe occasioni solenni e durante riunioni gioiose, note come farbrengen. Organizzò anche un coro tra quei suoi chassidim che erano più portati, conosciuto col nome di kapelye.

## Opere
Rabbi Dovber scrisse molti libri sulla filosofia Chabad e sulla Kabbalah, compreso un commentario sulla Zohar. Fu pensatore brillante e scrittore veloce. Le sue opere chassidiche tendono ad essere molto lunghe e intricate. Si racconta che una volta, quando ebbe finito di scrivere l'ultima riga su un foglio di carta, l'inchiostro della prima riga non si era ancora asciugato. Circa venti delle sue opere sono state pubblicate, molte di esse mentre viveva.
Uno dei suoi lavori più famosi, intitolato "Sha'ar HaYichud" (La Porta dell'Unità), ora tradotta in inglese, descrive la creazione ed il mondo secondo la Kabbalah. Il libro inizia con la descrizione delle Sefirot dell'"Essenza Divina", anche riflesse nell'uomo. Il testo tratta della creazione dell'universo fino al mondo fisico, usando complicate parabole per illustrare punti ostici. Il libro descrive anche, nei suoi primi dieci capitoli, la giusta via per meditare su queste idee kabbalistiche.

## Controversie succedanee
Quando Rabbi Shneur Zalman di Liadi morì molti dei suoi seguaci si unirono con uno dei suoi studenti migliori, Rabbi Aharon HaLevi di Strashelye. Mentre molti altri divennero seguaci del Mitteler Rebbe la scuola chassidica Strashelye fu oggetto di numerosi discorsi di Rabbi Dovber. Per esempio Rabbi Aharon HaLevi sottolineò l'importanza delle emozioni basilari nell'esecuzione del servizio divino (specialmente nei servizi di preghiera). Il Mitteler Rebbe non rifiutò il ruolo emotivo della preghiera ma asserì che la preghiera, per essere genuina, può essere solo il risultato della contemplazione e conoscenza (hisbonenus) della Chassidus (filosofia chassidica), che a sua volta porta all'ottenimento del bittul (autonullificazione davanti al Divino). Nella sua opera intitolata "Kuntres Hispa'alus" (Trattato sull'estasi) il Mitteler Rebbe argomenta che solo eliminando le proprie emozioni insincere si riesce a raggiungere il livello finale dell'adorazione divina chassidica (cioè il bittul).
Forse per rispondere allo Sha'ar HaYichud, e forse anche nel tentativo di ottenere una sua propria sistematizzazione della Kabbalah, Rabbi Aharon HaLevi pubblicò un libro intitolato "Sha'arei HaYichud ve'Ha'Emuna" (Le Porte dell'Unità e della Fede) che è anche una descrizione dell'universo dall'inizio alla fine secondo la Kabbalah esaminando anche l'importanza della Torah e del servizio divino nell'esistenza del mondo.
Dopo due generazioni la scuola Strashelye si dissolse e molti (se non tutti) i chassidim Strashelye diventarono seguaci dello Tzemach Tzedek (Menachem Mendel Schneersohn). Purtuttavia il pensiero e le opere dello Strashelye sono ancora tenute in alta considerazione dai chassidim Toldos Aharon e altre sette collegate a Rabbi Aharon Roth.
Quando il Mitteler Rebbe fu incarcerato, il figlio di Rabbi di Strashelye si recò dal delatore che lo aveva fatto imprigionare e cercò di intercedere per lui. Ma questi, alquanto seccato, fece imprigionare anche l'intercessore. Cosicché successe che sia lo Strashelyer figlio che il Mitteler Rebbe si ritrovarono insieme in prigione e lo Strashelyer fu liberato un giorno prima del Mitteler Rebbe.